# Iosif Siaredzicz
Iosif Pauławicz Siaredzicz (biał. Іосіф Паўлавіч Сярэдзіч, ros. Иосиф Павлович Середич, Iosif Pawłowicz Sieriedicz; ur. 1 października 1949 w Zaborowcach w rejonie pińskim) – białoruski dziennikarz i polityk, w latach 1990–1996 deputowany do Rady Najwyższej Białoruskiej SRR/Rady Najwyższej Republiki Białorusi XII kadencji i redaktor naczelny „Narodnoj Gaziety”, od 1995 roku redaktor naczelny gazety „Narodnaja Wola”.

## Życiorys
Urodził się 1 października 1949 roku we wsi Zaborowce, w rejonie pińskim obwodu pińskiego Białoruskiej SRR, ZSRR. W 1971 roku ukończył Białoruski Uniwersytet Państwowy i w 1985 roku Akademię Nauk Społecznych przy KC KPZR. Pracował jako laborant w Zaborowskiej Szkole Ośmioletniej. W latach 1966–1967 był sekretarzem komitetu komsomołu w kołchozie im. S. Kirowa w rejonie pińskim. W latach 1967–1968 pracował w gazecie „Sawieckaje Palessie” w Hancewiczach. W latach 1970–1978 był pracownikiem literackim „Sielskiej Gaziety”. W latach 1978–1982 pracował jako kierownik działu, zastępca redaktora naczelnego gazety „Sowietskaja Biełorussija”. W latach 1984–1990 pełnił funkcję I zastępcy redaktora naczelnego tej gazety. W latach 1990–1995 był redaktorem naczelnym „Narodnoj Gaziety”. Od 1995 roku pracował jako redaktor naczelny gazety „Narodnaja Wola”.
W latach 1990–1996 był deputowanym do Rady Najwyższej Białoruskiej SRR/Rady Najwyższej Republiki Białorusi XII kadencji.
Jest laureatem międzynarodowych nagród dziennikarskich.

## Odznaczenia
- Medal 100-lecia Białoruskiej Republiki Ludowej – 2019[2]
- Order Przyjaźni Narodów – ZSRR

## Życie prywatne
Iosif Siaredzicz jest żonaty, ma syna.